# Charles Pierre Martin de Vauxmoret
 Charles Pierre Martin de Vauxmoret , né le 17 mai 1764 à Paris et mort le 9 novembre 1843 à Tonnerre (Yonne), est un militaire français de la Révolution et de l’Empire.

## États de service
Il entre en service le 19 juin 1782, comme aspirant au corps royal d’artillerie, et le 1er septembre 1785, il devient élève à l’école préparatoire de l’arme. Sortie de cette école le 4 octobre 1788, avec le grade de lieutenant en second, il passe lieutenant en premier le 1er avril 1791, au régiment d’artillerie de La Fère, et il reçoit son brevet de second capitaine le 18 mai 1792, puis celui de capitaine commandant le 10 juillet suivant.
En l’an II, il est affecté à l’armée de la Moselle, et il est nommé chef de bataillon provisoire le 15 juillet 1794. Confirmé dans son grade le 20 mai 1795, au 7e régiment d’artillerie, il fait les guerres de l’an IV et de l’an V, aux armées d’Angleterre, d’Allemagne, d’Helvétie et d’Italie. Il se fait particulièrement remarquer lors du siège de Kehl, au blocus de Gênes, et à l’attaque de l’île d’Elbe.
Il est promu chef de brigade le 13 mars 1800, et il est envoyé le 21 janvier 1802, à Bruxelles, comme directeur d’artillerie. De l’an IX à l’an XIII, il sert successivement en Corse, en Hanovre, et aussi comme directeur du parc d’artillerie du camp de Bruges. Il est fait chevalier de la Légion d’honneur le 11 décembre 1803, et officier de l’ordre le 14 juin 1804.
Passé en résidence à Dunkerque, puis à Bayonne le 4 juin 1805, il est appelé en 1807, à l’armée d’Italie et en 1808, il prend les fonctions de directeur du parc d’artillerie de campagne de l’armée de Dalmatie. Le 14 octobre 1809, il est directeur d’artillerie à Rome, et le 10 mars 1814, il assume les mêmes fonctions à Cherbourg. Il est admis à la retraite le 12 août 1814.
Il meurt le 9 novembre 1843 à Tonnerre.

## Sources
- A. Lievyns, Jean Maurice Verdot, Pierre Bégat, Fastes de la Légion-d'honneur, biographie de tous les décorés accompagnée de l'histoire législative et réglementaire de l'ordre, Tome 4, Bureau de l’administration, 1844, 640 p. (lire en ligne), p. 90.
- « Cote LH/2681/45 », base Léonore, ministère français de la Culture
- Léon Hennet, Etat militaire de France pour l’année 1793, Siège de la société, Paris, 1903, p. 122.
- Arthur Chuquet, La jeunesse de Napoléon, Brienne, 1898, 522 p. (lire en ligne), p. 470.